# Maria Albrecht
Maria Albrecht, született: Maria Wenzel (Eggebrechtsmühle (ma: Sierpowo), Nyugat-Poroszország, 1850. február 14. – Görlitz, 1923. július 16.) német írónő.

## Élete
Apja földbirtokos volt Nyugat-Poroszországban, s Maria öt éves korában elhunyt. Hatan voltak testvérek. Apjuk halála után anyjukkal egy nagyobb nyugat-poroszországi városba költöztek. Tanári pályára készült, de ez nem sikerült, mivel fiatalon feleségül ment egy üzletemberhez, akivel Berlinbe ment. Egy lánya született, aki 13 évesen meghalt. 1892-ben kezdett az irodalommal foglalkozni, 1899-től haláláig Görlitzben élt. Írói álneve Maria Hellmuth volt.

## Munkái

### Regények
- Arme Mädchen, Hillger Verlag, Lipcse, 1905
- War's Mitleid?, Hillger Verlag, Lipcse, 1912
- In zwölfter Stunde, Klambt-Verlag, Speyer, 1913

### Novelláskötetek
- Ihre beste Idee. Fahnenflüchtig, Hillger Verlag, Berlin, 1907
- Das Loch in der Tasche, Hillger Verlag, Lipcse, 1910
- Herzensadel. Weber, Heilbronn, 1911
- Ein verhängnisvolles Vermächtnis, 1911
- Geborgen, Verlag Weber, Heilbronn, 1915

## Fordítás
- Ez a szócikk részben vagy egészben  a   Maria Albrecht című német Wikipédia-szócikk ezen változatának fordításán alapul.  Az eredeti cikk szerkesztőit annak laptörténete sorolja fel. Ez a jelzés csupán a megfogalmazás eredetét és a szerzői jogokat jelzi, nem szolgál a cikkben szereplő információk forrásmegjelöléseként.